# Agim Çeku
Agim Çeku (Pejë, 29 oktober 1960) is een Albanese politicus uit Kosovo en voormalig commandant van het paramilitaire UÇK.

## Militaire loopbaan
In 1995 was Çeku officier aan Kroatische zijde tijdens de Kroatische onafhankelijkheidsoorlog, toen de Republiek van Servisch Krajina zich wilde afsplitsen van Kroatië. Tijdens de oorlog in Kosovo was hij guerrilla-aanvoerder in het Kosovo Bevrijdingsleger en na de demilitarisering door de Interim Administration Mission in Kosovo van de Verenigde Naties werd hij in 1999 commandant voor het Kosovo Protection Corps. Het KPC had strikt civiele taken moeten blijven vervullen, maar Çeku ondernam veel acties om het uiteindelijk om te vormen naar het toekomstige Kosovaarse leger.
De Servische regering beschouwde Çeku als een oorlogsmisdadiger. Ondanks dat Çeku niet wordt vervolgd door het Joegoslavië-tribunaal, werd hij korte tijd vastgehouden in Slovenië in oktober 2003 en in Hongarije in maart 2004, op basis van het aanhoudingsbevel dat was uitgevaardigd door Servië. Onder druk van de UNMIK werd hij beide keren direct weer vrijgelaten.

## Politieke loopbaan
Op 10 maart 2006 werd Agim Çeku door het Kosovaarse parlement gekozen tot premier van Kosovo. Na zijn beëdiging, verklaarde hij zijn steun aan de onafhankelijkheid van Kosovo en beloofde de rechten van de Servische minderheid te beschermen. Çeku's benoeming werd ondersteund door voormalig premier Ramush Haradinaj, die begin 2005 was afgetreden, nadat het Joegoslavië-tribunaal hem had aangeklaagd voor oorlogsmisdaden.